# 신재생에너지 공급인증서
신재생에너지 공급인증서(Renewable Energy Certificates, RECs, Green tags, Renewable Energy Credits, Renewable Electricity Certificates, Tradable
Renewable Certificates, TRCs)는 적합한 재생 가능 에너지 자원(재생 가능 전기)으로부터 1메가와트시(MWh)의 전기를 생산하고 에너지를 수송하는 전력선 공유 시스템으로 전달할 수 있는 것을 증명하는 미국의 시장성 높은 무형 에너지 상품이다. 태양 신재생에너지 공급인증서(Solar renewable energy certificates, SRECs)는 태양에너지가 생성한 RECs를 의미한다. 신재생에너지 공급인증서는 전력망에 추가되거나 전력망으로부터 들어오는 신재생 에너지의 구매를 위한 매커니즘을 제공한다.
이 인증서들은 판매, 거래, 교환이 가능하며 REC 소유자는 신재생 에너지를 구매했음을 주장할 수 있다. 미국 에너지부의 그린 파워 네트워크에 따르면, RECs는 신재생 에너지 프로젝트로부터 생산한 전기의 환경적 특성을 언급하며 전기 상품과는 별개로 판매된다. 전통적인 탄소 배출권 거래 프로그램들이 방출 목표를 달성하기 위한 벌금과 인센티브를 사용하는 반면, RECs는 신재생 자원으로부터 만든 전기에 보조금을 제공함으로써 탄소 중립 신재생에너지를 인센티브화한다.

## 같이 보기
- 에너지 개발
- 재생 가능 에너지
- 태양광 자동차